# Thomas & vännerna: Stor värld! Stora äventyr!
Thomas & vännerna: Stor värld! Stora äventyr! (engelska: Thomas & Friends: Big World! Big Adventures!) är en brittisk datoranimerad äventyrsfilm som hade världspremiär den 20 juli 2018.  Filmen är regisserad av David Stoten med bland annat Peter Andre, Keith Wickham, Yvonne Grundy och John Hasler i rollerna. Filmen är baserad på TV-serien Thomas och vännerna.

## Rollista (röster)
| John Hasler (Thomas)                | – Keith Wickham (Edward, Henry, Gordon)                        |
| Rob Rackstraw (James, Toby, Donald) | – Nigel Pilkington (Percy)                                     |
| Steven Kynman (Duck, Paxton)        | – Joe Mills                                                    |
| Tim Whitnall                        | – Matt Wilkinson (Ben, Cranky, Tony, kran i USA)               |
| Rufus Jones (Flying Scotsman)       | – Teresa Gallagher (Emily, Daisy, Nathalie, Annie & Clarabell) |
| Nicola Stapleton (Rosie)            | – Kerry Shale                                                  |
| Bob Golding (Sidney)                | – Rasmus Hardiker (Philip)                                     |
| Lucy Montgomery                     | – Dan Li (Yong Bao)                                            |
| Gabriel Porras                      | – Su-Lin Looi                                                  |
| Yvonne Grundy (Nia)                 | – Rachael Miller                                               |
| Abubakar Salim                      | – Richie Campbell                                              |
| Akiya Henry                         | – Chipo Chung                                                  |
| Dona Adwera                         | – Peter Andre (Ace)                                            |
| David Menkin                        | – Christopher Ragland                                          |